# Sufetula sacchari
Sufetula sacchari là một loài bướm đêm trong họ Crambidae.